# MIHO MUSEUM

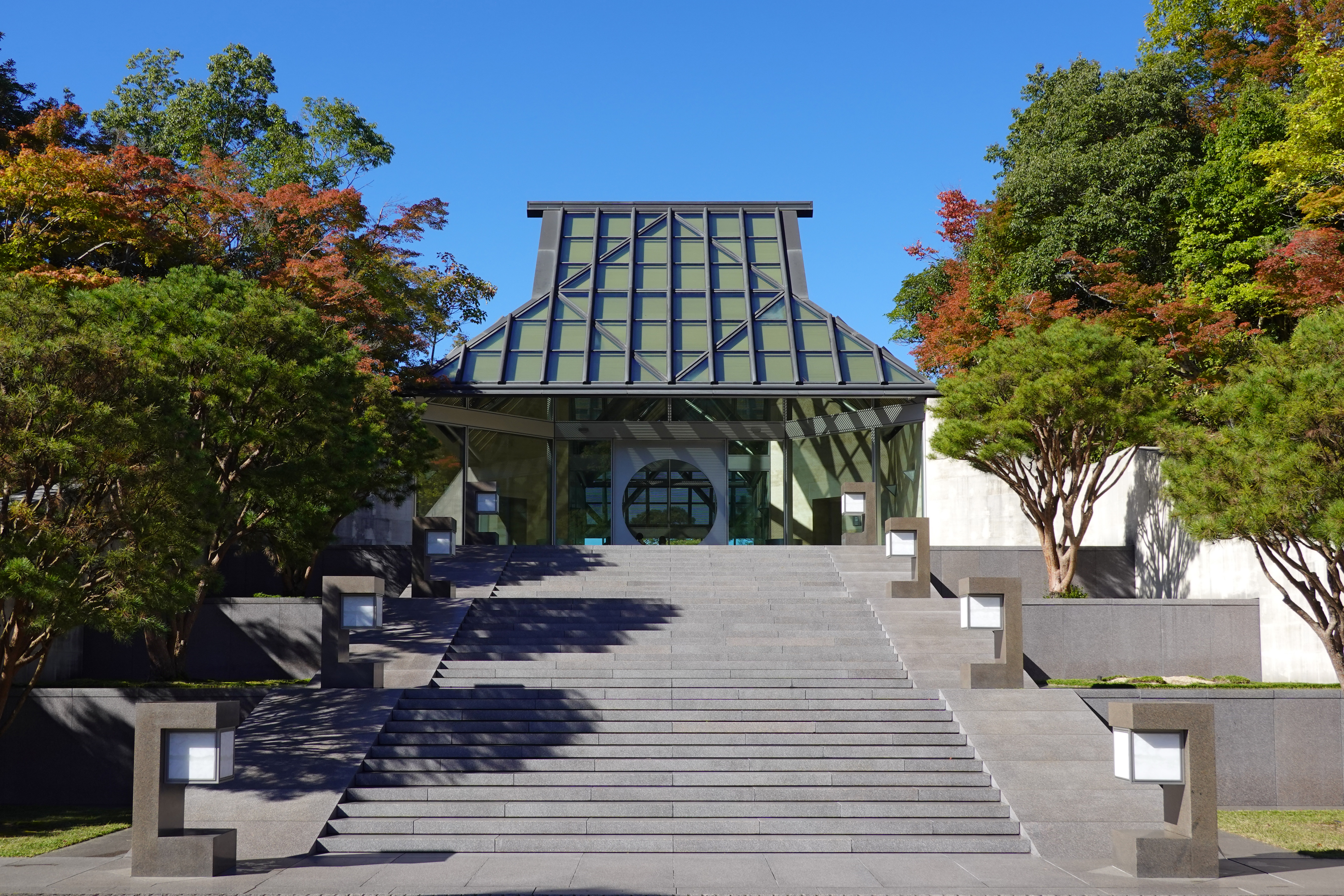
玄関

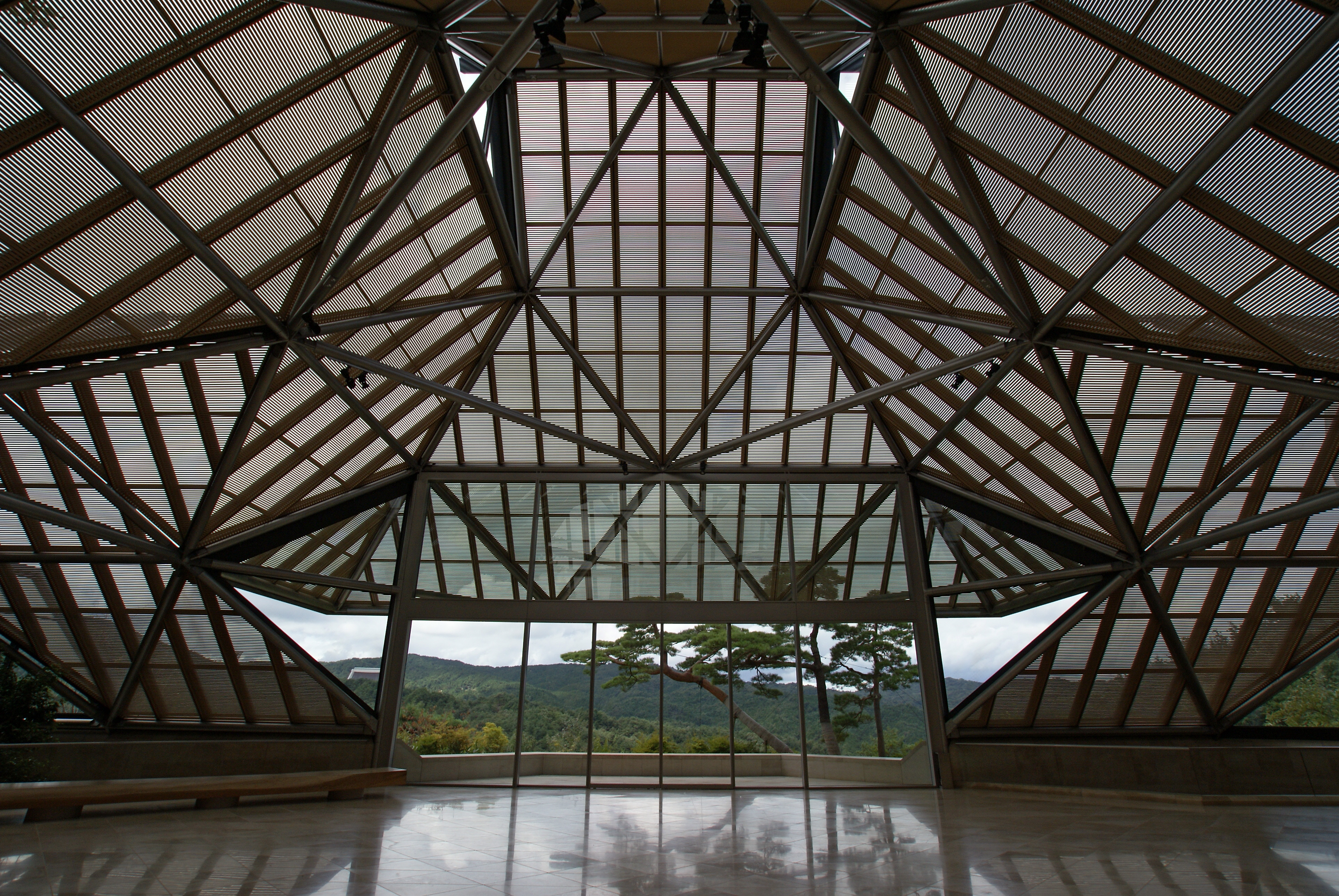
エントランスホール

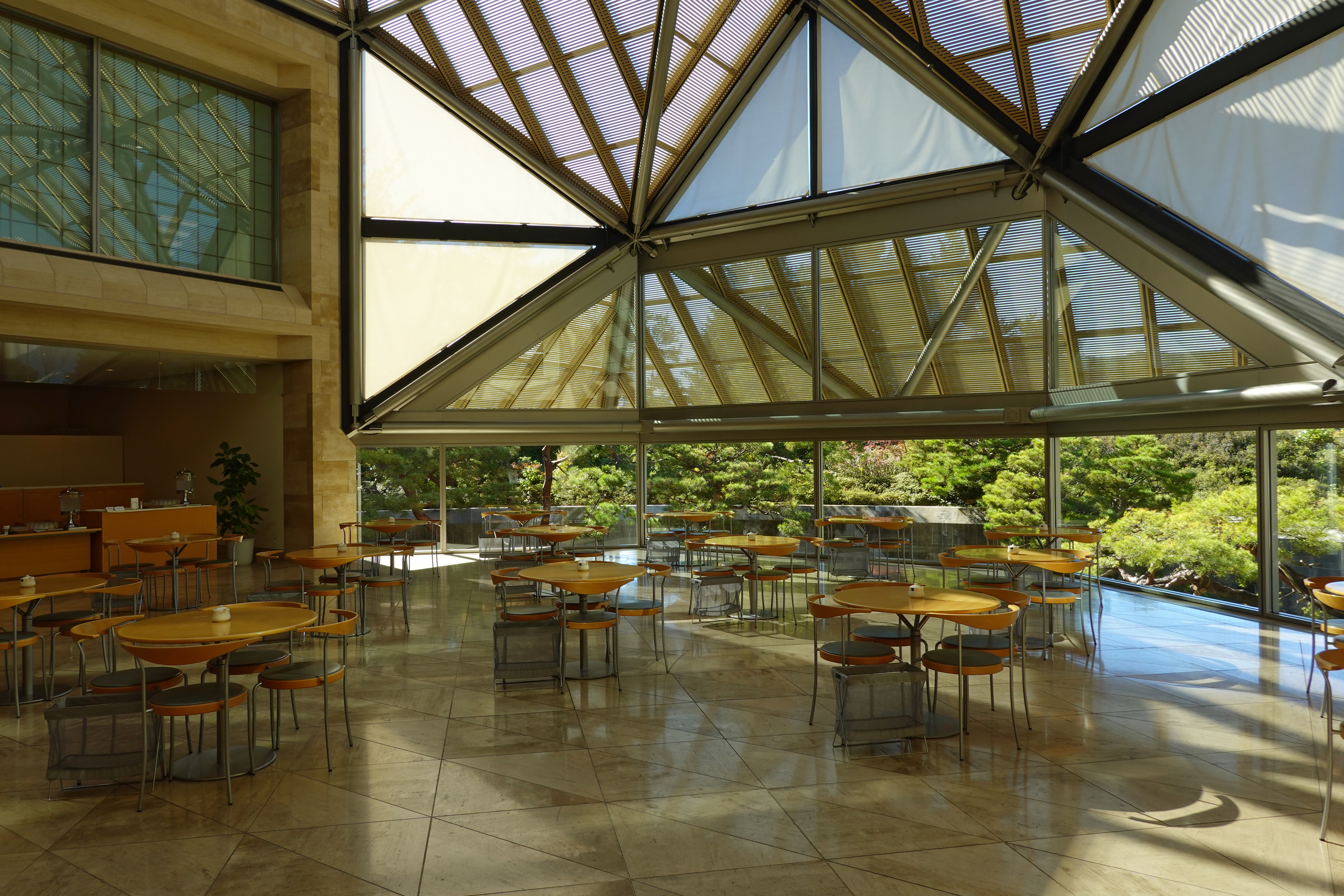
美術館棟南館のカフェ「Pine View」

MIHO MUSEUM（ミホ ミュージアム）は、滋賀県甲賀市信楽町田代にある滋賀県の登録博物館。
アプローチは、土木学会デザイン賞 2001 優秀賞 受賞。

## 概要
世界救世教から分立した宗教法人神慈秀明会の会主・小山美秀子のコレクションを展示するため、1997年（平成9年）11月に開館した。運営は公益財団法人秀明文化財団が行う。
信楽町郊外の山中にある美術館は、「桃源郷」をイメージして造られている。建築容積の8割が地下に埋没しているというこの建物は、周囲の自然景観保全に配慮したものである。レセプション棟から桜並木を通ってトンネルをくぐり、その先の吊り橋の向こうに展示館がある。利用者の移動を助けるためと環境にあわせ、電気自動車がレセプション棟と展示館の間を往復している。
コレクションは、ギリシア、ローマ、エジプト、中近東、ガンダーラ、中国、日本など、幅広い地域と時代に渡る優品2000点以上が含まれている。コレクション形成に数百億円をかけたともいわれ、日本にある私立美術館のコレクションとしては有数のものである。

### 歴代館長
- 初代：梅原猛（哲学者・作家、京都市立芸術大学学長、国際日本文化研究センター所長などを歴任）
- 第2代：井上裕雄（元京都府の地方公務員。京都府立総合資料館館長、京都府文化芸術室長、財団法人京都文化財団常務理事などを歴任）
- 第3代：辻惟雄（現・顧問、東京大学名誉教授、日本美術史専攻）
- 第4代：熊倉功夫（国立民族学博物館名誉教授、静岡芸術文化大学学長を経て名誉教授、日本文化史・茶道史専攻）

## 建築
- 設計・建築 - I.M.Pei Architect、紀萌館設計室
- 構造 - Leslie E.Robertson Associates、青木繁研究室、中田捷夫研究室、力体工房
- 設備 - 森村設計
- 施工・建築 - 清水建設
- 空調 - 高砂熱学
- 衛生 - 須賀工業
- 電気 - 関電工

## 文献
- 『Miho Museum』 フィリップ・ジョディディオ・文、MIHO MUSEUM編、2007年
　本文は日本語表記、建築自体の公式紹介（144頁）
- 『MIHO MUSEUM　日経アーキテクチュアブックス』　日経BP社、1996年－落成時の紹介

## 主な収蔵品
- 隼頭神（ホルス）像－エジプト、第19王朝、紀元前13世紀
- アルシノエ2世像－エジプト、プトレマイオス朝、紀元前3世紀
- 鶏を銜える山猫形リュトン－イラン／中央アジア、紀元前2－1世紀
- 精霊と従者のレリーフ－アッシリア、紀元前9世紀
- 仏立像－ガンダーラ、2世紀
- 絹本著色閻魔天像（重要文化財）－平安時代（原三渓旧蔵）
- 紙本著色地獄草紙断簡（解身地獄）（重要文化財指定予定） - 平安時代（宗教法人神慈秀明会蔵、MIHO MUSEUM保管）
- 紙本墨画鳥獣人物戯画甲巻断簡（重要文化財指定予定） - 平安時代（宗教法人神慈秀明会蔵、MIHO MUSEUM保管）
- 紙本墨画鳥獣人物戯画丁巻断簡（重要文化財指定予定） - 鎌倉時代（公益財団法人秀明文化財団蔵、MIHO MUSEUM保管）
- 木造地蔵菩薩立像（重要文化財）－鎌倉時代（1972年重文指定）。
木造地蔵菩薩立像は高さ52.5cmの木像[2]。作者は不明[2]。1972年に東京の古美術商の所蔵品として重要文化財指定[2]。1994年に秀明文化財団が入手[2]。2014年から保存修理が行われたところ、胎内から菩薩の印を押した紙や札が詰まった状態で見つかり、重源や快慶の仏号を記した紙や「新薬師寺」の文字のある供養札などが発見され、2016年に像内納入品について重要文化財の追加指定を受けることとなった[2]。
- 木造持国天立像（重要文化財）－鎌倉時代（興福寺伝来）
- 曜変天目茶碗（重要文化財）－南宋時代（前田家伝来）
- 紫檀螺鈿宝相華鳳凰文平胡籙（最後の漢字は竹冠に「録」）（重要文化財）
- 紫紙金字金光明最勝王経 巻第二（重要文化財）
- 象と鯨図屏風－伊藤若冲作

## アクセス

### 公共交通機関
- JR東海道本線（琵琶湖線）石山駅から
  - 帝産湖南交通ミホミュージアム行きで約50分。ミホミュージアム（MIHO MUSEUM）下車すぐ[注 1]。
- 信楽高原鐵道（信楽線）信楽駅から
  - 甲賀市コミュニティバス田代・畑・陶芸の森ルート[注 2]で約20分。美術館下車すぐ。

### 自動車
- 新名神高速道路信楽ICより
  - 国道307号と滋賀県道12号栗東信楽線を経由し、約20分。
- 名阪国道壬生野ICより
  - 阿山・丸柱・信楽方面へ進み、約35分。
- 日野水口グリーンバイパス（国道307号）・国道1号（水口道路：中畑ランプ）より
  - 信楽IC・枚方方面へ進み、約35分。

### タクシー
- 信楽高原鐵道（信楽線）信楽駅から約20分。

## その他
- 小山美秀子が死去した際、所有していた古美術品のうちMIHO MUSEUMに所蔵されていた古美術品約700点（10億円相当）が、MIHO MUSEUMを運営する財団法人秀明文化財団に寄贈されたように処理されていた。国税局は寄贈は仮装であり、小山弘子の相続財産であると判断し、徴収漏れを指摘、追加納税された。神慈秀明会は「寄付が認められず、故人の遺志が果たせなかったのは残念」と述べた。[3]
- 当美術館で録音したポール・ウィンター率いる「Paul Winter Consort」のアルバム「Miho: Journey to the Mountain」が2011年、第53回グラミー賞ニューエイジ部門を受賞した。
- ルイ・ヴィトンの2018年クルーズ・コレクションが2017年5月14日に開催された[4]。
- レストラン、喫茶室、売店で秀明自然農法の食材を取り扱っており、その情報発信もしている。